# Jakub Dovalil
Jakub Dovalil (* 8. února 1974 Praha) je český fotbalový trenér, který dlouhá léta vedl české reprezentační výběry mladších věkových kategorií, a fotbalový funkcionář, který od ledna 2024 působí v pozici sportovního ředitele FK Mladá Boleslav.
U českých mládežnických výběru pracoval od roku 2002, kdy převzal reprezentaci do 16 let. V roce 2008 převzal českou jednadvacítku, se kterou v roce 2011 slavil zisk bronzových medailí na ME U21 2011 v Dánsku. Od ledna 2017 do září 2018 zastával post sportovního ředitele klubu FK Teplice. Mimo Česko vedl také mládežnické výběry Spojených arabských emirátů a Lotyšska.

## Fotbalová kariéra
Hrál postupně za TJ Tatran Sedlčany, SSG Bergisch Gladbach, SK Motorlet Praha, Kralupy nad Vltavou a SK Slavia Praha. V české nejvyšší soutěži si ale start nepřipsal.

## Trenérská kariéra
Trenérskou kariéru odstartoval v roce 1994, když rok vedl přípravku u týmu SK Motorlet Praha. V letech 1996–1997 trénoval fotbalovou školu v Kolíně nad Rýnem. V roce 1997 se přesunul do SK Slavia Praha, kde postupně trénoval dorost, žáky a mladší dorost. V roce 2002 se stal trenérem české fotbalové reprezentace do 16 let, kterou střídavě vedl v letech 2002–2003 a 2004–2005. Prvním velkým úspěchem byl zisk stříbrných medailí na ME U17 v roce 2006 v Lucembursku.
Od roku 2008 vedl českou fotbalovou reprezentaci do 21 let, se kterou slavil zisk bronzových medailí na ME U21 2011 v Dánsku. Trénoval ji i během konání ME U21 2015 v České republice; jeho tým nedokázal postoupit ze základní skupiny a ani se kvalifikovat na Letní olympijské hry 2016. V červnu 2015 po domácím Mistrovství Evropy U21 mu skončila trenérská smlouva u české jedenadvacítky, FAČR mu novou nenabídla. Novým trenérem se stal Vítězslav Lavička.
V roce 2012 působil krátce jako asistent trenéra reprezentačního A-týmu Michala Bílka během turnaje EURO 2012, kdy český tým postoupil ze základní skupiny do čtvrtfinále.
V roce 2016 převzal reprezentaci Spojených arabských emirátů U20, kde působil až do ledna 2017, kdy se stal sportovním ředitelem Teplic.
V lednu 2019 se Dovalil stal trenérem lotyšské fotbalové reprezentace do 19 let. V Lotyšsku trénoval až do ledna 2024.

## Funkcionářská kariéra
V lednu 2017 se vrátil do České republiky a přijal nabídku klubu FK Teplice na post sportovního ředitele. Na pozici působil přes rok a půl, po špatných výsledcích byl odvolán v září 2018 společně s trenérem Danielem Šmejkalem. Novým sportovním ředitelem se stal Štěpán Vachoušek.
V lednu 2024 nahradil Dovalil na pozici sportovního ředitele Mladé Boleslavi odcházejícího Pavla Hoftycha.

## Osobní život
Jeho otec Josef byl děkanem fakulty tělesné výchovy.

## Úspěchy

### Trenérské

#### Česko U17
- 2. místo na ME U17 2006 v Lucembursku

#### Česko U19
- 3. místo na ME U19 2008

#### Česko U21
- 3. místo na ME U21 2011 v Dánsku